# Tibellus macellus
Tibellus macellus là một loài nhện trong họ Philodromidae.
Loài này thuộc chi Tibellus. Tibellus macellus được Eugène Simon miêu tả năm 1875.